# Маргарет Марнейн
Маргарет Мері Марнейн (англ. Margaret Mary Murnane; нар. 23 січня 1959, Ірландія) — ірландська і американська вчена-фізик, відома роботами з лазерної фізики. Заслужена (англ. Distinguished) професор Університету Колорадо у Боулдері, член Національної АН США (2004) і Американського філософського товариства (2015), почесна член Ірландської королівської академії (2013). Працює разом зі своїм чоловіком, також професором, Генрі Каптейном.

## Життєпис
Народилася в сільській частині графства Лімерик в сім'ї вчителя початкової школи. 1977 року вступила до Ірландського національного університету в Корку, спеціалізувалася з фізики. Закінчила бакалаврат 1981 року, магістратуру — 1983 року, а для продовження навчання в аспірантурі вирушила до США. Вступивши до Каліфорнійського університету в Берклі, розпочала роботу в лабораторії Роджера Фалконе. Для своєї дисертації сконструювала фемтосекундний лазер (тривалість імпульсу ≈100 фс); його розробка та збирання тривали близько року, шість місяців — налаштовування і вдосконалення, і близько двох років проводилися експерименти для дисертації. Марнейн захистила її 1989 року, а 1990-го отримала за свою роботу нагороду Саймана-Рамо Американського фізичного товариства. 1991 року результати її досліджень були опубліковані в Science.
У Берклі Маргарет зустріла свого майбутнього чоловіка, Генрі Каптейна. 1988 року вони одружилися, а 1990 року — створили лабораторію в Університеті штату Вашингтон. Подружжя розробили лазер з найменшою довжиною імпульсів на момент публікації. 1996 року лабораторія переїхала до Мічиганського університету, де Марнейн продовжила розробку високопотужних лазерів. 1997 року вона стала лауреатом премії Марії Гепперт-Маєр за «піонерську роботу з експериментальної ультрашвидкої оптики в рентгенівському і видимому діапазонах. Вона відкрила нову галузь дослідження високощільної високотемпературної плазми, що генерується ультракороткими лазерними імпульсами». Через 3,5 року лабораторія переїхала до Колорадського університету в Боулдері. 2008 року Марнейн стала заслуженою професоркою університету Колорадо. 2010 року її призначили членом президентської комісії з вибору лауреатів Національної наукової медалі США.
2006 року стала дійсним членом Американської академії мистецтв і наук, 2007 року — асоціації «Жінки в науці». Також є фелло Оптичного товариства (1998), Американського фізичного товариства (2001) і Американської асоціації сприяння розвитку науки (2003).

## Нагороди та відзнаки
- Нагорода за видатну дисертацію Маршала Розенблута (Marshall N. Rosenbluth Outstanding Doctoral Thesis Award) Американського фізичного товариства (1990)
- Президентська премія молодих дослідників[en], Національний науковий фонд США (1991)
- Стипендія Слоуна (1992)
- Премія Марії Гепперт-Маєр[en] Американського фізичного товариства (1997)[8]
- Стипендія Мак-Артура (2000)[9]
- Премія пам'яті Рихтмаєра, Американська асоціація вчителів фізики (2003)
- Нагорода видтного випускника (Distinguished Alumnus Award), Ірландський національний університет у Корку (2005)
- Нагорода Ахмеда Зевайла (Ahmed Zewail Award), Американське хімічне товариство (2009)
- Премія Артура Шавлова з лазерної фізики[en] Американського фізичного товариства (2010)
- Премія Вуда Оптичного товариства (2010)
- Медаль Бойля[en], Королівське дублінське товариство[en] (2011)
- Премия Вілліса Лемба[ru], конференція Фізика квантової електроніки (Physics of Quantum Electronics, PQE) (2012)
- Меморіальна лекція Ганана Розенталя (Hanan Rosenthal Memorial Lecture), Єльський університет (2012)[10]
- Почесний доктор, Уппсальський університет, Швеція (2016)
- Медаль Фредерика Айвса (2017), вища нагорода Оптичного товариства
- Медаль Бенджаміна Франкліна, Інститут Франкліна (2020)